# Freedom Fighters
För den tecknade serien med samma namn, se Freedom Fighters (serie)
Freedom Fighters är en tredjepersonsskjutarspel, utvecklat av IO Interactive och utgivet av EA Games 2003. Det släpptes till Windowsdatorer, Gamecube, Playstation 2 och Xbox.
Freedom Fighters utspelar sig i en alternativ historieskrivning där Sovjetunionen vinner kalla kriget och invaderar USA. Spelet utspelar sig i New York där man spelar som rörmokaren Chris Stone och måste använda sig av gerillakrigföring för att överleva.